# Роум (Њујорк)
Роум (енгл. Rome) град је у америчкој савезној држави Њујорк. По попису становништва из 2010. у њему је живело 33.725 становника.

## Демографија
Према попису становништва из 2010. у граду је живело 33.725 становника, што је 1.225 (3,5%) становника мање него 2000. године.
| Група             | 2000.          | 2010.          |
| Белци             | 29.872 (85,5%) | 28.479 (84,4%) |
| Афроамериканци    | 2.650 (7,6%)   | 2.394 (7,1%)   |
| Азијати           | 309 (0,9%)     | 367 (1,1%)     |
| Хиспаноамериканци | 1.648 (4,7%)   | 1.793 (5,3%)   |
| Укупно            | 34.950         | 33.725         |